# Carrie Nation
Caroline Amelia Moore, meglio nota come Carry o Carrie Nation (Contea di Garrard, 25 novembre 1846 – Leavenworth, 9 giugno 1911), è stata un'attivista statunitense.
Una delle esponenti più radicali del movimento per la temperanza, è ricordata soprattutto per i suoi violenti attacchi contro i saloon del Midwest, durante i quali distruggeva grandi quantità di bottiglie di alcolici a colpi di accetta (da qui il suo soprannome di Hatchet Granny). Fu una delle figure chiave del movimento proibizionista e le sue azioni l'hanno resa un personaggio del folklore americano.

## Biografia

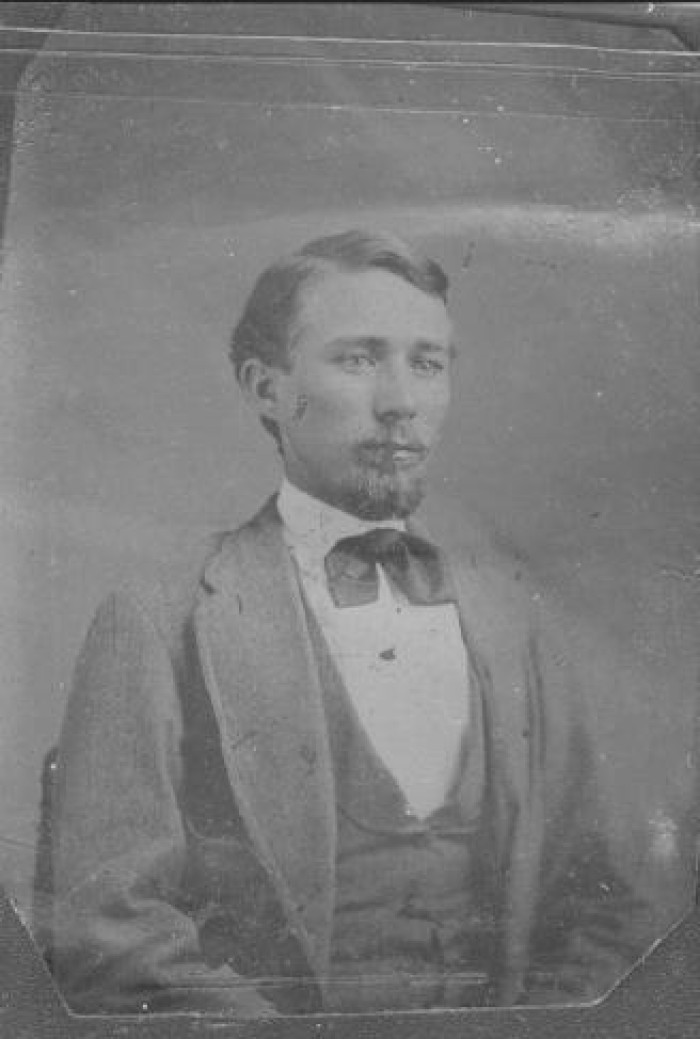
Charles Gloyd

### Origini e primo matrimonio
Caroline Amelia Moore nacque nella contea di Garrard, in Kentucky, nel 1846, in una famiglia di piccoli proprietari terrieri con schiavi. Passò un'infanzia difficile, fatta di continui trasferimenti e periodi di malattia, aggravati anche dai disturbi mentali della madre, che la costringevano spesso a rifugiarsi nelle camere degli schiavi. Ferventemente religiosa fin da bambina, la fede giocò un ruolo fondamentale nella sua futura attività proibizionista.
Durante la guerra civile americana la famiglia Moore venne forzatamente evacuata dalle truppe dell'Unione, mentre Carrie si offrì infermiera volontaria negli ospedali da campo. Stabilitasi poi nel Missouri, si sposò nel 1867 con Charles Gloyd, un amico d'infanzia. Entrambe le famiglie disapprovarono il matrimonio e la coppia si ritrovò emarginata. Gloyd, chirurgo veterano della guerra civile, era un forte alcolista, e il suo vizio peggiorò rapidamente. Nel 1869 Carrie, incinta dell'unica figlia Charlien Gloyd e disgustata dal comportamento del marito, lo abbandonò e tornò dai genitori. Poco dopo Charles Gloyd morì per la cirrosi epatica precoce; il destino del primo marito e l'indifferenza generale riguardo ai suoi problemi lasciarono un ricordo duraturo nella giovane donna, che l'avrebbe spinta a sposare la causa proibizionista.

### Secondo matrimonio
Dopo la morte del primo marito svolse dapprima il mestiere di insegnante, ma venne presto licenziata con una scusa per venire rimpiazzata da una rivale. Nello stesso periodo incontrò David Nation, di vent'anni più anziano, e i due presto si sposarono; Nation, benché non un alcolista, aveva molta difficoltà a trovare lavoro e la famiglia viveva in condizioni economiche disagiate. Le finanze della coppia erano provate anche dalle continue malattie della piccola Charlien, che costringevano i tre a frequenti viaggi per tutti gli Stati Uniti per migliorare la sua salute malferma; Carrie attribuiva i malesseri della figlia all'alcolismo del defunto primo marito e ciò rafforzò la sua avversione per l'alcol.
Dopo una fallimentare impresa agricola in Texas, nel 1890 i Nation si trasferirono a Medicine Lodge, nel Kansas, alternando poi soggiorni a Seiling, in Oklahoma. David Nation, divenuto predicatore, teneva spesso sermoni nelle chiese locali, ma i continui atti di disturbo e interruzione da parte della moglie, divenuta ancora più zelantemente religiosa, cominciarono ad incrinare il loro rapporto.
Durante il soggiorno a Medicine Lodge entrò a far parte del movimento per la temperanza, facendo beneficenza a favore dei poveri e delle vittime dell'alcolismo e premendo per la chiusura dei saloon della città. Le sue attività, fra le quali frequenti stazionamenti al di fuori dei locali per scoraggiarne gli avventori, le inimicarono presto i gestori e i proprietari dei negozi, che dal commercio di alcol ricavavano la maggior parte dei loro profitti.

### Il movimento per la temperanza e leaccettate

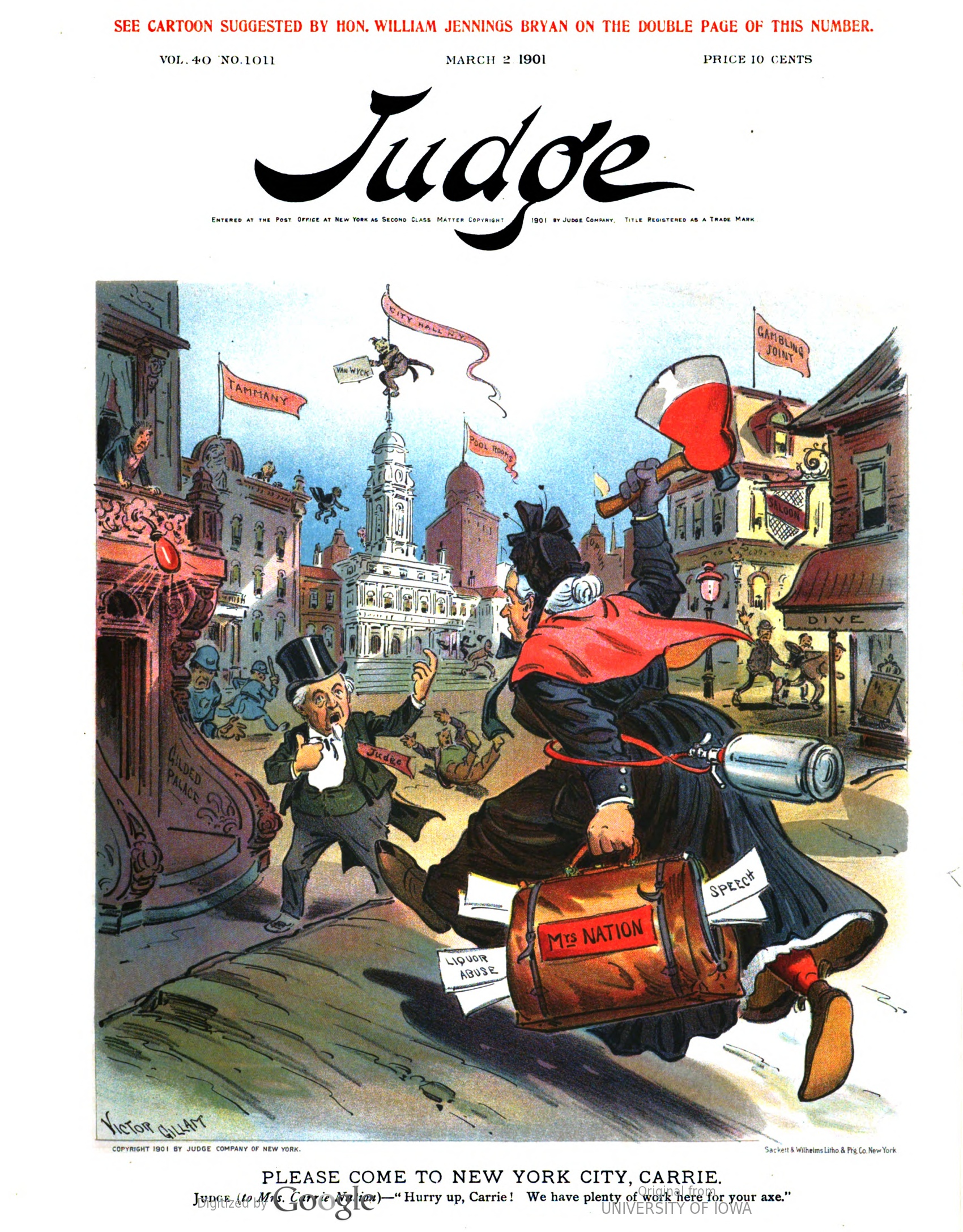
Caricatura di Carrie Nation sulla rivista Judge (New York, 2 marzo 1901)

Negli ultimi decenni del XIX secolo si era sviluppata, in alcune fasce della società americana, una forte avversione per le bevande alcoliche; il fenomeno, nato a causa dell'alcolismo dilagante, sarebbe sfociato alcuni decenni dopo nella politica nazionale del proibizionismo. Uno dei primi gruppi proibizionisti fu il movimento per la temperanza, attivo in molte parti del paese; il fenomeno era particolarmente sentito in Kansas, dove già dal 1855 si erano registrati attacchi armati ai saloon, soprattutto da parte di donne. Come conseguenza, già nel 1880 il governo del Kansas aveva adottato norme proibizioniste, ma ciò alle frange più estreme del movimento non bastava ancora. I proprietari dei saloon e i produttori di alcol, ovviamente, si opponevano a queste leggi e spesso riuscivano ad evitare che venissero applicate tramite corruzione. Ciò convinse Carrie Nation a passare all'azione, prima con discorsi anti-alcol per tutti gli Stati Uniti, in Canada e nel Regno Unito, per poi infine attaccare direttamente i luoghi di vendita degli alcolici.
Dichiarando di essere stata ispirata da Dio, Carrie Nation cominciò ad assaltare i saloon nelle varie città del Kansas e del Midwest, distruggendone i depositi di alcolici a colpi di accetta, da sola o accompagnata da gruppi di seguaci. Cominciò la sua campagna di attacchi dal saloon di Medicine Lodge, dove viveva, assaltato e distrutto nell'estate 1899, per poi prendere di mira gli empori della vicina Kiowa l'anno successivo. Tra il 1900 e il 1901 attaccò numerosi negozi a Wichita, per poi colpire, tra le altre città, Topeka, dove invase anche gli uffici del governatore del Kansas William E. Stanley. Le azioni di Carrie Nation ispirarono altri proibizionisti e cominciò una vasta ondata di attacchi contro i saloon per tutto il Midwest.
Le sue incursioni (o accettate, dall'arma che era solita usare) la resero nota in tutto il paese e destarono grande impressione nell'opinione pubblica, che si spaccò tra chi l'ammirava e chi la vedeva alla stregua di una terrorista. Alla fine del 1901, considerato raggiunto il suo obiettivo di sensibilizzare la società statunitense sul problema dell'alcolismo, Carrie Nation cessò finalmente i propri attacchi (anche se sono note altre sporadiche accettate fino al 1910).

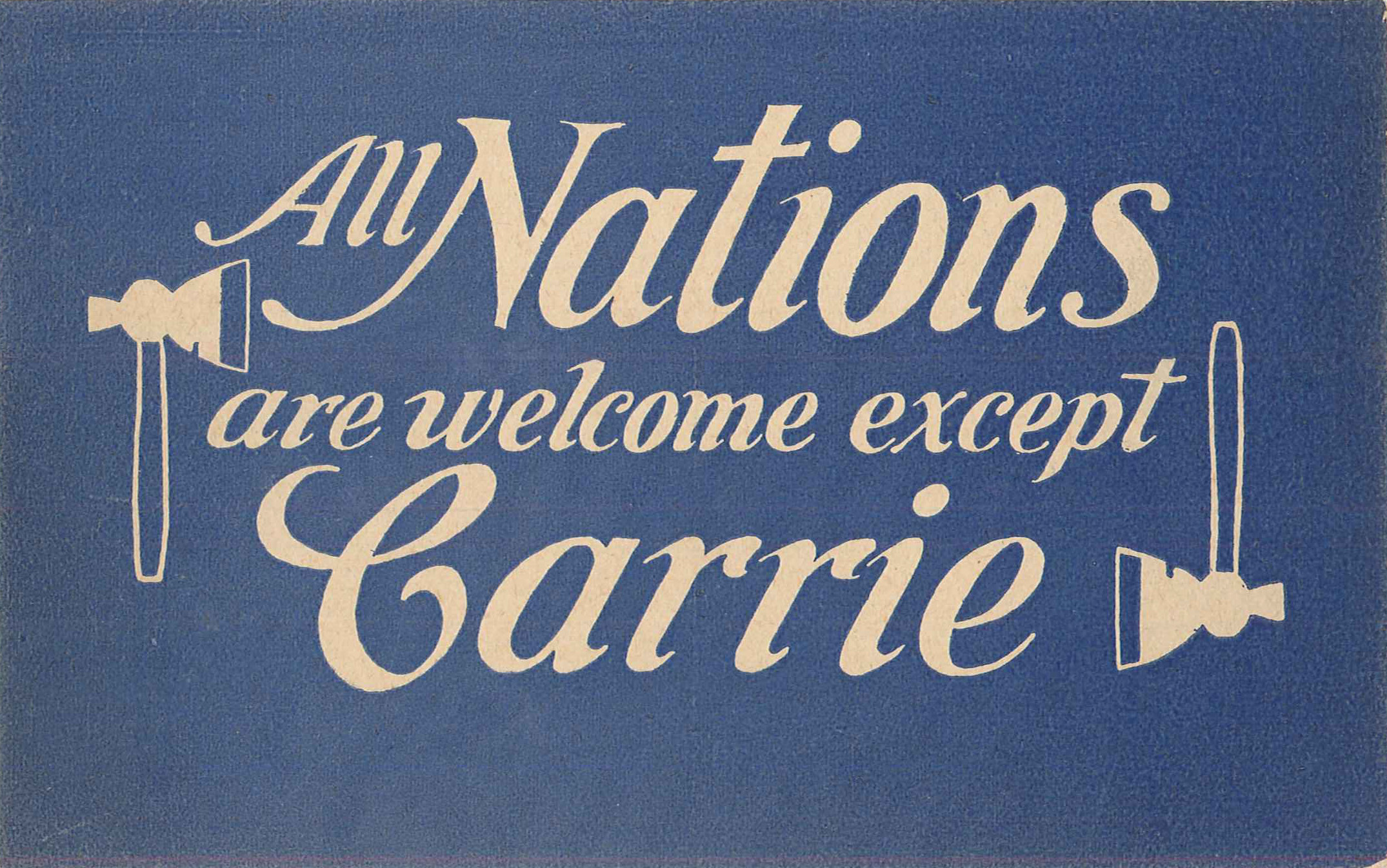
Il contro-motto su Carrie Nation

La sua attività distruttiva, se da un lato le costava spesso multe, pestaggi e periodi di prigionia, dall'altro le fece guadagnare grande popolarità, tanto che arrivò ad autofinanziarsi vendendo spille a forma di accetta, giornali autoprodotti, foto di sé stessa e tenendo numerose conferenze. Nel 1901 il marito, stanco delle sue attività, chiese e ottenne il divorzio, ma Carrie continuò comunque ad usare il suo cognome, che giudicava perfetto per la campagna abolizionista. In risposta, molti bar e saloon americani appesero dentro e fuori un cartello con la scritta All Nations are welcome except Carrie ("Accogliamo ogni Nazione tranne Carrie").

### Ultimi anni
Dopo il divorzio dal secondo marito vendette la casa di famiglia e, con i soldi incassati, comprò un'abitazione a Medicine Lodge che trasformò in una clinica di riabilitazione per alcolisti, la Carrie Nation House, oggi inserita nel National Register of Historic Places. In seguito si trasferì a Guthrie, allora capoluogo dell'Oklahoma, dove riuscì ad influenzare la legislatura statale affinché promulgasse norme proibizioniste.

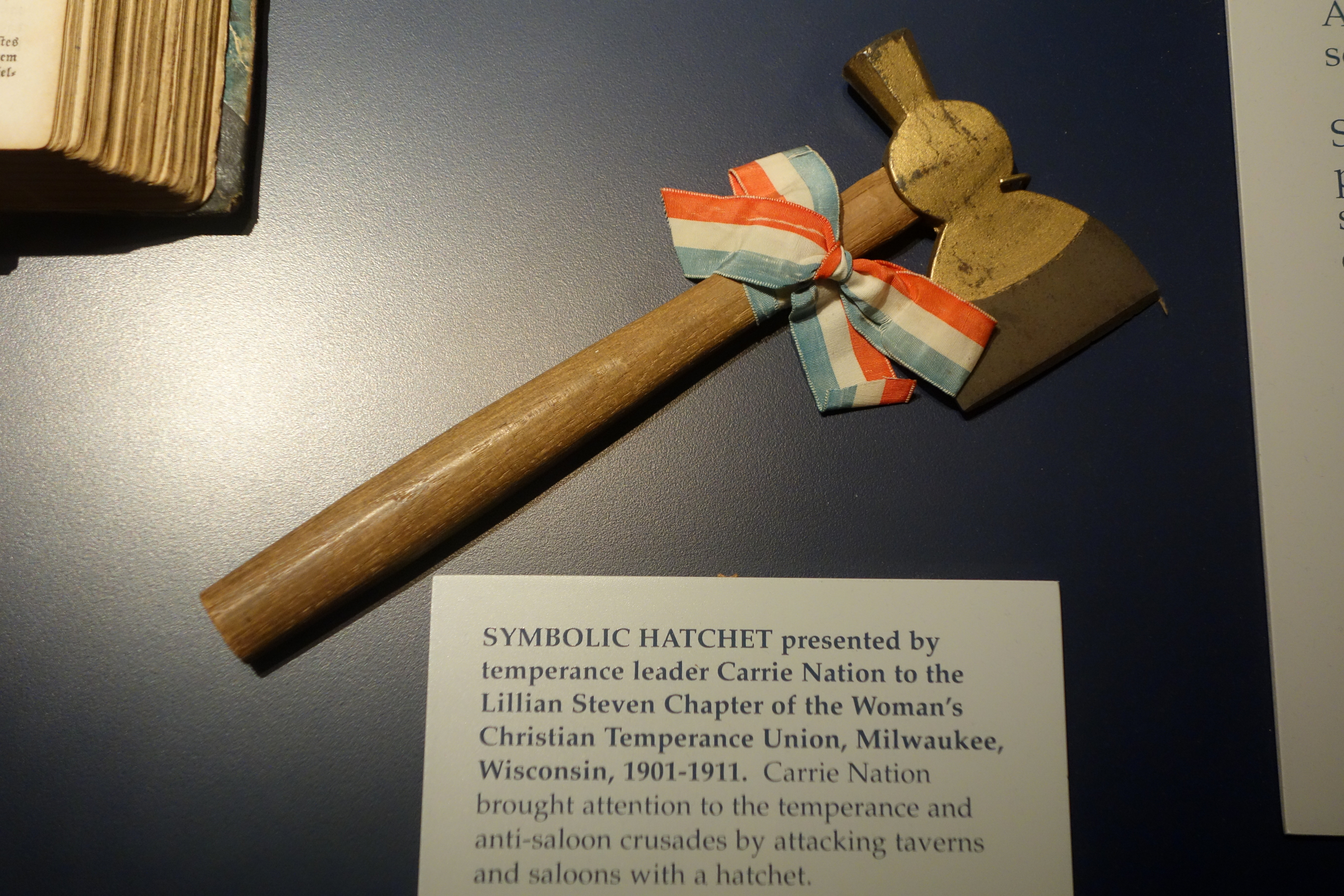
Una delle accette di Carrie Nation

Oltre al proibizionismo Carrie Nation sostenne anche numerose altre cause, come l'abolizione del corsetto, del tabacco e l'introduzione del suffragio femminile, divenendo una delle figure di riferimento del primo femminismo. Il tabacco in particolare era odiato da Nation quasi quanto l'alcol ed era famigerata per fermare i fumatori che incontrava per strada per strappar loro di bocca il sigaro, la pipa o la sigaretta e gettarli a terra, saltandoci poi sopra. La sua visione anti-fumo conobbe anche picchi di odio viscerale, tanto che accolse con gioia l'assassinio di William McKinley nel 1901 in quanto noto fumatore, e disprezzava il successore Theodore Roosevelt, ritenendo erroneamente che fumasse (mentre invece il presidente era solo affetto da asma).
Oppressa dai debiti della sua causa, Carrie Nation fu costretta ad andare in tour prima negli Stati Uniti e poi in Europa, dove era già molto nota, comparendo anche in numerosi vaudeville. Sentendosi mancare le forze, rientrò in America e si stabilì ad Eureka Springs, in Arkansas, dove tenne gli ultimi discorsi nel gennaio 1911. Durante l'ultima uscita pubblica svenne e le sue ultime parole note furono: "Ho fatto quel che ho potuto".
Trasferita all'ospedale di Leavenworth, vi morì nel giugno successivo. Venne sepolta a Belton, in Missouri, accanto ai genitori.

## Retaggio
Otto anni dopo la sua morte cominciò negli Stati Uniti l'era del proibizionismo, ciò per cui Carrie Nation aveva lottato. La figura di Carrie Nation, ancora oggi controversa, è diventata sinonimo di lotta ardente e nel panorama americano essere definiti "come Carrie Nation" può essere sia un complimento (nel senso di campione di una causa) che un insulto (nel senso di estremista); tra le figure notoriamente accostate a Carrie Nation si trovano, ad esempio, Hillary Clinton e Rudy Giuliani.
Nei luoghi dove ha vissuto sono ancora oggi presenti dei musei in suo onore e si celebrano annualmente dei festival per ricordarla.